# Ľubomír Višňovský
Ľubomír Višňovský (Topoľčany, 11 agosto 1976) è un ex hockeista su ghiaccio slovacco.

## Palmarès

### Club
- Extraliga slovacca: 3

Slovan Bratislava: 1997-1998, 1999-2000, 2004-2005

### Nazionale
- 3 medaglie:
  - 1 oro (Svezia 2002)
  - 1 argento (Russia 2000)
  - 1 bronzo (Finlandia 2003)